# Vladimir Bartol
Vladimir Bartol (Trieste, 24 febbraio 1903 – Lubiana, 12 settembre 1967) è stato uno scrittore sloveno.
La sua opera più importante è il romanzo Alamut, pubblicato nel 1938 che, tradotto in ben 18 lingue, è probabilmente la più nota opera letteraria della letteratura slovena nel mondo.

## Biografia
Bartol nacque il 24 febbraio del 1903 nel villaggio di San Giovanni oggi un quartiere della città di Trieste, terzo dei sette figli dell'impiegato postale Gregor Bartol, e dell'insegnante e scrittrice Marica Bartol-Nadlišek. I genitori vollero dare ai figli un'educazione caratterizzata da una mentalità molto aperta per l'epoca. La madre introdusse Vladimir alla pittura, il padre alla biologia. Nelle sue novelle autobiografiche descrisse sé stesso come un bimbo molto sensibile e un po' strano con una vita fantastica molto ricca. Si interessò di molte materie quali la biologia, la filosofia, la psicologia, l'arte e, naturalmente, il teatro e la letteratura. Come scienziato collezionava e studiava le farfalle.
Vladimir Bartol iniziò la sua formazione elementare e secondaria a Trieste e la concluse a Lubiana, dove si iscrisse all'Università per studiare biologia e filosofia. Dedicò particolare attenzione al lavoro di Sigmund Freud. Si laureò in psicologia nel 1925 e all'Università della Sorbona a Parigi (1926-1927) continuò i suoi studi per i quali ottenne una borsa di studio. Nel 1928 servì l'esercito a Petrovaradin. Dal 1933 al 1934 visse a Belgrado, dove pubblicò il "Settimanale Sloveno di Belgrado". Quindi rientrò a Lubiana dove visse come scrittore freelance sino al 1941. Durante la Seconda guerra mondiale aderì al movimento partigiano sloveno. Dopo la guerra si trasferì a Trieste, sua città natale, dove visse per un decennio, dal 1946 al 1956. In seguito venne eletto membro associato della Accademia Slovena delle Scienze e delle Arti (SAZU), tornò a Lubiana e continuò a lavorare per la SAZU sino alla morte avvenuta il 12 settembre 1967.

## Curiosità
A Trieste, nel rione di San Giovanni, c'è un Istituto Comprensivo che porta il suo nome.

## Alamut
L'interesse nei confronti di Alamut è notevolmente aumentato in seguito agli attentati dell'11 settembre 2001 - non casualmente la traduzione inglese è giunta solo nel 2004. La cosa si spiegherebbe con il parallelismo tra le figure dei fedayn ismailiti di cui tratta Bartol e quelle dei cosiddetti attentatori suicidi odierni, sebbene le sovrabbondanti speculazioni filosofiche di Bartol nel corso del romanzo sembrano più rivolte ad analizzare i meccanismi con cui un capo politico riesce a ottenere l'obbedienza più cieca dai propri subordinati. La lettura più aderente al tempo in cui venne scritto il romanzo sarebbe quindi quella di un'analisi spietata dei meccanismi di consenso ai regimi dittatoriali di cui Bartol fu testimone, ovvero del fascismo degli anni trenta e del nazismo. Peraltro diversi passaggi del libro e molte considerazioni di tipo filosofico farebbero intendere che la religione sarebbe un pretesto come un altro per conseguire scopi politici.

## Opere
- Alamut l'opera più nota di Vladimir Bartol è stata tradotta in lingua italiana da Arnaldo Bressan, ed è stata pubblicata dapprima da Editoriale stampa triestina, Trieste. 1989. ISBN 8871740017. Una seconda edizione da Rizzoli, Milano. 1993. (Superbur; 146) ISBN 88-17-11446-4. Il romanzo è stato inoltre tradotto in ceco nel (1946), in serbo (1954), in francese (1988), in spagnolo (1989), in italiano (1989), in tedesco (1992), in turco, in fārsi (1995), in arabo, in greco, in coreano e in altre lingue. Una traduzione in inglese è stata pubblicata nel 2004 per Scala House Press a Seattle, USA, ISBN 0-9720287-3-0. Nel 2003 è stato tradotto in ebraico e in ungherese.
- La cantata del nodo inesplicabile. In Trieste, ventisette racconti. Trieste, Editoriale FVG, 2004.((Edizione speciale per Il Piccolo. ISBN 8497898419
- Lopez (1932, commedia)
- Al Araf (1935, antologia di racconti)
- Tržaške humoreske (1957, antologia di racconti sui suoi anni trascorsi a Trieste nel secondo dopoguerra; Racconti umoristici triestini, tradotti in italiano da Patrizia Vascotto, Trieste, Comunicarte Edizioni, 2019 ISBN 978 88 6287 098 6)
- Don Lorenzo (1985)
- Mladost pri Svetem Ivanu (2001, memorie autobiografiche della sua giovinezza a San Giovanni)